# Superinfección
Una superinfección se define generalmente como una segunda infección que ocurre tras una anterior, debida especialmente por un diferente agente microbiano de origen exógeno o endógeno, que es resistente al tratamiento utilizado para la primera infección. Un ejemplo de esto en bacteriología es el crecimiento excesivo del patógeno endógeno Clostridium difficile que se produce tras el tratamiento con un antibiótico de amplio espectro.
En virología, la definición es ligeramente diferente. La superinfección es el proceso por el cual una célula que ha sido previamente infectada un virus, es a la vez coinfectada con una cepa diferente del virus, u otro virus, en un punto posterior en el tiempo. Las superinfecciones virales pueden ser resistentes a los antivirales o medicamentos que estaban siendo utilizados para tratar la infección original. Las superinfecciones virales también pueden ser menos susceptibles a la respuesta inmune del huésped.